# Nati nel 1917/Ottobre
| Questa pagina contiene informazioni ricavate automaticamente dalle voci biografiche con l'ausilio del template Bio e di un bot. L'aggiornamento è periodico e automatico e ricostruisce completamente la pagina. Se manca una persona in questa lista, sei pregato di non aggiungerla, ma accertati piuttosto che la sua voce biografica contenga il template Bio e che i dati anagrafici siano correttamente compilati. Se il template Bio manca, inseriscilo tu stesso o, in alternativa, metti l'avviso {{tmp\|Bio}} che ne segnala la mancanza. Se i dati riportati sono sbagliati, correggi direttamente la voce biografica; le modifiche saranno visibili in questa lista entro pochi giorni. Per chiarimenti vedi il progetto biografie. La lista contiene solo le 125 persone che sono citate nell'enciclopedia e per le quali è stato implementato correttamente il template Bio. Pagina aggiornata al 18 giu 2025. |

- 1º ottobre - Norman Borrett, hockeista su prato britannico († 2004)
- 1º ottobre - Giovanni D'Orlandi, diplomatico italiano († 1973)
- 1º ottobre - Cahal Brendan Daly, cardinale e arcivescovo cattolico irlandese († 2009)
- 1º ottobre - Guido Fibbia, militare e aviatore italiano († 1988)
- 1º ottobre - Robert Gist, attore e regista statunitense († 1998)
- 2 ottobre - Livio Bussi, allenatore di calcio e calciatore italiano
- 2 ottobre - Christian de Duve, biochimico belga († 2013)
- 2 ottobre - Charles Drake, attore statunitense († 1994)
- 2 ottobre - János Harmatta, linguista ungherese († 2004)
- 2 ottobre - William Marshall, attore e regista statunitense († 1994)
- 2 ottobre - Rosaleen Norton, artista australiana († 1979)
- 3 ottobre - Eddie Carr, allenatore di calcio e calciatore inglese († 1998)
- 3 ottobre - Nicola Iuppariello, pittore italiano († 1997)
- 3 ottobre - Odd Lundberg, pattinatore di velocità su ghiaccio norvegese († 1983)
- 3 ottobre - Duggie Reid, calciatore scozzese († 2002)
- 4 ottobre - Luis Carniglia, calciatore e allenatore di calcio argentino († 2001)
- 4 ottobre - Marv Harshman, allenatore di pallacanestro statunitense († 2013)
- 4 ottobre - Roy M. Huffington, imprenditore e diplomatico statunitense († 2008)
- 4 ottobre - Violeta Parra, cantautrice, poetessa e pittrice cilena († 1967)
- 4 ottobre - Bill Wright, fumettista statunitense († 1984)
- 5 ottobre - Robert Adams, scultore e designer britannico († 1984)
- 5 ottobre - Gene Anderson, cestista statunitense († 1999)
- 5 ottobre - Paolo Damiani, militare e aviatore italiano († 1943)
- 5 ottobre - Maria Laura Rocca, attrice e scrittrice italiana († 1999)
- 5 ottobre - Corrado Giovannini, calciatore italiano († 1988)
- 5 ottobre - Alfonso Lacedelli, sciatore alpino e bobbista italiano († 2012)
- 5 ottobre - Magda Szabó, insegnante e scrittrice ungherese († 2007)
- 6 ottobre - Zeffirino Bertelli, militare italiano († 1941)
- 6 ottobre - Fannie Lou Hamer, attivista statunitense († 1977)
- 6 ottobre - Arvid Havnås, calciatore norvegese († 2008)
- 6 ottobre - Rodolfo Kappenberger, calciatore svizzero († 2012)
- 6 ottobre - Karl Hugo Schmölz, fotografo tedesco († 1986)
- 6 ottobre - Celestin Tomić, biblista croato († 2006)
- 7 ottobre - June Allyson, attrice, cantante e ballerina statunitense († 2006)
- 7 ottobre - Godtfred Holmvang, multiplista norvegese († 2006)
- 7 ottobre - Ignazio Sgarlata, musicista, compositore e presbitero italiano († 1980)
- 8 ottobre - Billy Conn, pugile statunitense († 1993)
- 8 ottobre - Clara Geoffroy, politica francese († 2006)
- 8 ottobre - Philip Leacock, regista britannico († 1990)
- 8 ottobre - Edgardo Pomini, schermidore argentino († 1958)
- 8 ottobre - Rodney Robert Porter, biochimico inglese († 1985)
- 8 ottobre - Paul Widowitz, cestista statunitense († 2007)
- 9 ottobre - Kusuo Kitamura, nuotatore giapponese († 1996)
- 9 ottobre - Giuseppe Serrini, politico italiano († 1994)
- 10 ottobre - Omer Braeckeveldt, ciclista su strada belga († 1987)
- 10 ottobre - Daniele Bucchioni, ufficiale e partigiano italiano († 2013)
- 10 ottobre - Franco Colombo, calciatore italiano
- 10 ottobre - Thelonious Monk, pianista e compositore statunitense († 1982)
- 10 ottobre - Carlo Morelli, geofisico e geodeta italiano († 2007)
- 11 ottobre - Ostilio Capaccioli, calciatore e allenatore di calcio italiano († 1982)
- 11 ottobre - J. Edward McKinley, attore statunitense († 2004)
- 11 ottobre - Viktor Sergeevič Safronov, astronomo sovietico († 1999)
- 11 ottobre - Francisco Simón Calvet, calciatore spagnolo († 1978)
- 12 ottobre - Gaetano Ambrico, politico italiano († 2007)
- 12 ottobre - Roque Máspoli, allenatore di calcio e calciatore uruguaiano († 2004)
- 14 ottobre - Michele Boccassini, militare italiano († 1942)
- 14 ottobre - Giancarlo Crespi, calciatore italiano
- 14 ottobre - Ahmad Isma'il 'Ali, generale egiziano († 1974)
- 14 ottobre - Isabel Robalino, avvocata, sindacalista e politica ecuadoriana († 2022)
- 14 ottobre - Dante Schietroma, politico italiano († 2004)
- 15 ottobre - Paul Coltelloni, pilota di rally francese († 1999)
- 15 ottobre - Raffaele Di Nardo, politico italiano († 1984)
- 15 ottobre - Zoltán Fábri, regista ungherese († 1994)
- 15 ottobre - Arthur M. Schlesinger Jr., storico e saggista statunitense († 2007)
- 16 ottobre - Murray MacLehose, politico e diplomatico britannico († 2000)
- 16 ottobre - Alice Pearce, attrice statunitense († 1966)
- 16 ottobre - Zezé Moreira, calciatore e allenatore di calcio brasiliano († 1998)
- 17 ottobre - Mak Dizdar, poeta jugoslavo († 1971)
- 17 ottobre - Marsha Hunt, attrice statunitense († 2022)
- 17 ottobre - Aimo Koivunen, militare finlandese († 1989)
- 17 ottobre - Norman Leyden, direttore d'orchestra, compositore e arrangiatore statunitense († 2014)
- 17 ottobre - Sumner Locke Elliott, scrittore, commediografo e sceneggiatore australiano († 1991)
- 17 ottobre - Jakov Fedotovič Pavlov, militare sovietico († 1981)
- 17 ottobre - Bruno Rodella, militare e antifascista italiano († 1944)
- 18 ottobre - Albino Bernardini, scrittore e insegnante italiano († 2015)
- 18 ottobre - Antonio Bertoli, calciatore e allenatore di calcio italiano († 1971)
- 18 ottobre - Edoardo Veneri, calciatore italiano († 2005)
- 19 ottobre - José Cardús Aguilar, calciatore spagnolo († 2006)
- 19 ottobre - Evgenija Petrovna Antipova, artista e pittrice russa († 2009)
- 19 ottobre - Paul Klingenburg, pallanuotista tedesco († 1964)
- 19 ottobre - René Laurentin, presbitero e teologo francese († 2017)
- 19 ottobre - Ismael Rodríguez, regista cinematografico, sceneggiatore e attore messicano († 2004)
- 20 ottobre - Stéphane Hessel, diplomatico, politico e scrittore tedesco († 2013)
- 20 ottobre - Helmut Jahn, calciatore tedesco († 1986)
- 20 ottobre - Dick Kinney, sceneggiatore e fumettista statunitense († 1985)
- 20 ottobre - Jean-Pierre Melville, regista, sceneggiatore e produttore cinematografico francese († 1973)
- 21 ottobre - Dondinho, calciatore brasiliano († 1996)
- 21 ottobre - Gene Englund, cestista, allenatore di pallacanestro e arbitro di pallacanestro statunitense († 1995)
- 21 ottobre - Dizzy Gillespie, trombettista, pianista e compositore statunitense († 1993)
- 21 ottobre - David Milford Hume, chirurgo statunitense († 1973)
- 21 ottobre - Mogens von Haven, fotografo danese († 1999)
- 22 ottobre - Joan Fontaine, attrice britannica († 2013)
- 22 ottobre - Mario Spallone, medico e politico italiano († 2013)
- 22 ottobre - Johnnie Tolan, pilota automobilistico statunitense († 1986)
- 23 ottobre - Robert Bray, attore statunitense († 1983)
- 24 ottobre - John Alvin, attore statunitense († 2009)
- 24 ottobre - Mario Bracco, biochimico e partigiano italiano († 1980)
- 24 ottobre - Alba Dell'Acqua Rossi, partigiana italiana († 2011)
- 24 ottobre - Amelio Gambini, calciatore italiano († 1982)
- 24 ottobre - Marshall Goldberg, giocatore di football americano statunitense († 2006)
- 25 ottobre - Carl Forssell, schermidore svedese († 2005)
- 25 ottobre - Lee MacPhail, dirigente sportivo statunitense († 2012)
- 26 ottobre - Virgílio Teixeira, attore portoghese († 2010)
- 27 ottobre - Henry Carlsson, calciatore e allenatore di calcio svedese († 1999)
- 27 ottobre - Teresio Dutto, calciatore italiano
- 27 ottobre - Urho Lehtovaara, militare e aviatore finlandese († 1949)
- 27 ottobre - Oliver Tambo, politico sudafricano († 1993)
- 27 ottobre - Nils Täpp, fondista svedese († 2000)
- 27 ottobre - Paolo Vannucci, militare italiano († 1943)
- 28 ottobre - Jang Ri-jin, cestista giapponese
- 28 ottobre - Shams Pahlavi, principessa iraniana († 1996)
- 29 ottobre - Birger Rosengren, calciatore svedese († 1977)
- 29 ottobre - Eddie Constantine, attore e cantante statunitense († 1993)
- 29 ottobre - Edgardo Fulgencio, cestista filippino († 2004)
- 29 ottobre - Harold Garfinkel, sociologo statunitense († 2011)
- 30 ottobre - Noël Castelain, militare francese († 1943)
- 30 ottobre - Paul Eberhard, bobbista svizzero († 1983)
- 30 ottobre - Anna Marly, cantante francese († 2006)
- 30 ottobre - Roland McKean, economista statunitense († 1993)
- 30 ottobre - Nikolaj Vasil'evič Ogarkov, generale sovietico († 1994)
- 30 ottobre - Giuseppe Primavera, scacchista italiano († 1998)
- 30 ottobre - Donald Randall, imprenditore statunitense († 2008)
- 30 ottobre - Maurice Trintignant, pilota automobilistico francese († 2005)
- 31 ottobre - William H. McNeill, storico e scrittore canadese († 2016)
- 31 ottobre - Bruno Oddera, traduttore italiano († 1988)